# Al Wakrah (ciudad)
Al Wakrah (en árabe الوكرة, traducido como Nido de pájaro) es la ciudad capital del Municipio de Al Wakrah. Está ubicada al este de Catar; sus costas son bañadas por las aguas del golfo Pérsico. Es la segunda urbe más poblada y la tercera más grande del país árabe, detrás de Doha y Rayán.

## Historia
Debido a la gran cantidad de evidencia arqueológica, se ha afirmado que Al Wakrah fue el primer centro urbano de Catar. La ciudad fue históricamente utilizada como un centro de perlas. En el período de 1783 a 1868, la rebelión de Catar contra la dominación de la alianza Baréin-Abu Dabi el entonces la joven ciudad de Al Wakrah fue bombardeada y arrasada por el ejército de la Alianza hasta hacerlo desaparecer, observadores de paz británicos informaron:

(...) que las ciudades de Doha y [Al] Wakrah fueron, a finales de 1867, temporalmente borradas de la existencia, las casas siendo desmanteladas y los habitantes deportados.

Durante la dominación otomana, la ciudad fue reconstruida por las autoridades del Imperio para ser utilizado como puesto de vigilancia, los constantes roces entre la población local y las tropas del ejército otomano favoreciendo el ingreso paulatino de los expedicionarios británicos que tenían intenciones de anexarse la península arábiga.
Posterior a la partición del Imperio otomano, el Gobierno de ocupación británico de la península arábiga trasladó a esclavos provenientes de África por medio del puerto de Al Wakrah. En ese entonces, entre mil y dos mil esclavos ingresaron a Oriente Próximo.
La independencia de Catar permitió al pueblo posicionarse como un puerto exportador de perlas a los mercados de Europa y América del Norte.

## Actualidad
El Ministerio de la Municipalidad y el Medio Ambiente de Catar afirma que el nombre de la ciudad proviene de la palabra árabe Wakar que traducido al idioma español es «nido de pájaro».
La ciudad se conecta al resto del país por la red de carreteras nacionales, igualmente en su centro mantiene una estación del Metro de Doha, dicho centro financiero es conocido como el «Al Wakrah New Downtown». Igualmente se está desarrollando una ampliación de dicha área metropolitana para el mejor desarrollo económico que se experimentará con el Estadio Al Janoub, complejo deportivo que fue escogido como una de las sedes oficiales de la Copa Mundial de Fútbol de 2022.